# Januar 1990
Portal Geschichte | Portal Biografien | Aktuelle Ereignisse | Jahreskalender | Tagesartikel

◄ |
19. Jahrhundert |
20. Jahrhundert
| 21. Jahrhundert

◄ |
1960er |
1970er |
1980er |
1990er
| 2000er | 2010er | 2020er | ►

◄ |
1986 |
1987 |
1988 |
1989 |
1990
| 1991 | 1992 | 1993 | 1994 | ►

◄ |
Oktober 1989 |
November 1989 |
Dezember 1989 |
Januar 1990 |
Februar 1990 |
März 1990 |
April 1990 |
►
Dieser Artikel behandelt aktuelle Nachrichten und Ereignisse im Januar 1990.

## Tagesgeschehen

### Montag, 1. Januar 1990
- Bern/Schweiz: Der CVP-Politiker Arnold Koller übernimmt turnusgemäß das Amt des Bundespräsidenten.[1]
- Bonn/Deutschland: Zum Abschluss der aktuellen Steuerreformen in der Bundesrepublik sinkt der Grenzsteuersatz, auch Spitzensteuersatz genannt, auf 53 % des zu versteuernden Einkommens.[2]
- Dublin/Irland: Irland übernimmt von Frankreich den Vorsitz im Rat der Europäischen Union. Das Amt des Regierungschefs der EWG erhält Charles J. Haughey.[3]
- New York/Vereinigte Staaten: Die Elfenbeinküste, die Volksrepublik Jemen, Kuba, Rumänien und Zaire werden neue nichtständige Mitglieder im Sicherheitsrat der Vereinten Nationen.[4]
- Sèvres/Frankreich: Das Internationale Büro für Maß und Gewicht fügt um 0.59 Uhr und 59 s Mitteleuropäischer Zeit eine Schaltsekunde in die Koordinierte Weltzeit (UTC) ein. Störende Einflüsse auf Erdbahn und -rotation ohne UTC-Korrektur hätten zur Folge, dass sich die Erde nach 90 Jahren erst mit 60 s Verzögerung an der Stelle einer kompletten jährlichen Sonnenumrundung befände.[5]
- Warschau/Polen: Wie vom Abgeordnetenhaus im Dezember 1989 beschlossen, heißt die Volksrepublik Polen ab heute „Republik Polen“. Der polnische Nationalstaat trug diese Bezeichnung bereits vor 1952.[6]

### Mittwoch, 3. Januar 1990

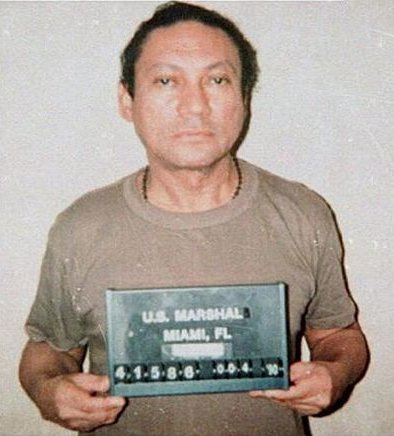
Manuel Noriega

- Panama-Stadt/Panama: Der Chef der Nationalgarde und De-facto-Staatsoberhaupt Manuel Noriega gibt sein Versteck in der Botschaft des Vatikans nach elf Tagen auf. Die US-amerikanischen Invasionstruppen in Panama nehmen Noriega in Gewahrsam und bringen ihn nach Miami in die Vereinigten Staaten.[7]

### Samstag, 6. Januar 1990
- Bischofshofen/Österreich: Dieter Thoma aus Deutschland gewinnt vor František Jež aus der Tschechoslowakei die 38. Vierschanzentournee.[8]

### Dienstag, 9. Januar 1990

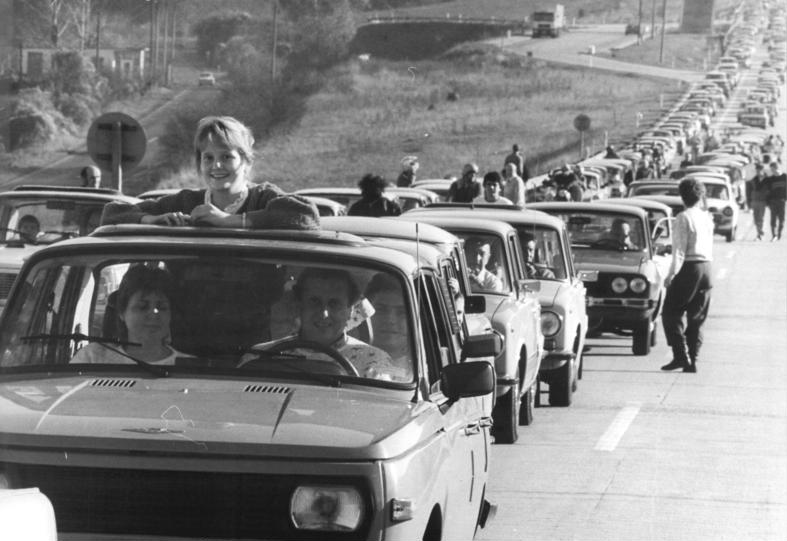
Rückstau am Grenzübergang Wartha-Herleshausen (1989)

- Berlin/Deutschland: Auf der ersten Sitzung der „deutsch-deutschen Kommission Verkehrswege“ beraten Politiker und Sachverständige aus beiden deutschen Staaten über die Sanierung der Straßen und Schienen in der DDR sowie den Ausbau der Verkehrswege in Grenznähe. Seit November 1989 explodierte das Verkehrsvolumen auf beiden Seiten der innerdeutschen Grenze und es erhöhte sich flächendeckend in der DDR.[9]
- Berlin/Deutschland: Die West-Berliner Behörden entlassen den ehemals führenden DDR-Wirtschaftsfunktionär Alexander Schalck-Golodkowski aus der Untersuchungshaft. Dieser floh am 4. Dezember 1989 nach West-Berlin und stellte sich dort der Justiz, doch die Ermittler fanden keine Anhaltspunkte dafür, dass er Staatsvermögen der DDR unterschlagen haben könnte.[10]
- Sofia/Bulgarien: Der Rat für gegenseitige Wirtschaftshilfe, der vorrangig europäische sozialistische Staaten vereint, fällt den Beschluss, dass seine Mitglieder ihren Außenhandel in Zukunft mit weltweit konvertiblen Währungen abwickeln werden, z. B. mit D-Mark. Für diese Währungen existiert umgangssprachlich der Begriff „Westgeld“.[11]

### Mittwoch, 10. Januar 1990
- Berlin/Deutschland: Die Fernsehsendung ZDF-Hitparade wird erstmals von Uwe Hübner moderiert. Er löst Viktor Worms ab und revidiert dessen Neuerungen. Wie von 1969 bis 1984 üblich, wird auch unter Hübner nur deutsch gesungen.[12]
- Bonn/Deutschland: Der Bundesminister des Innern Wolfgang Schäuble (CDU) stellt im Kabinett der Bundesregierung fest, dass seit Jahresbeginn über 12.000 DDR-Bürger als Übersiedler in die Bundesrepublik Deutschland kamen. Die Behörden rechnen im Durchschnitt mit 2.000 weiteren Übersiedlern pro Tag.[13]

### Freitag, 12. Januar 1990

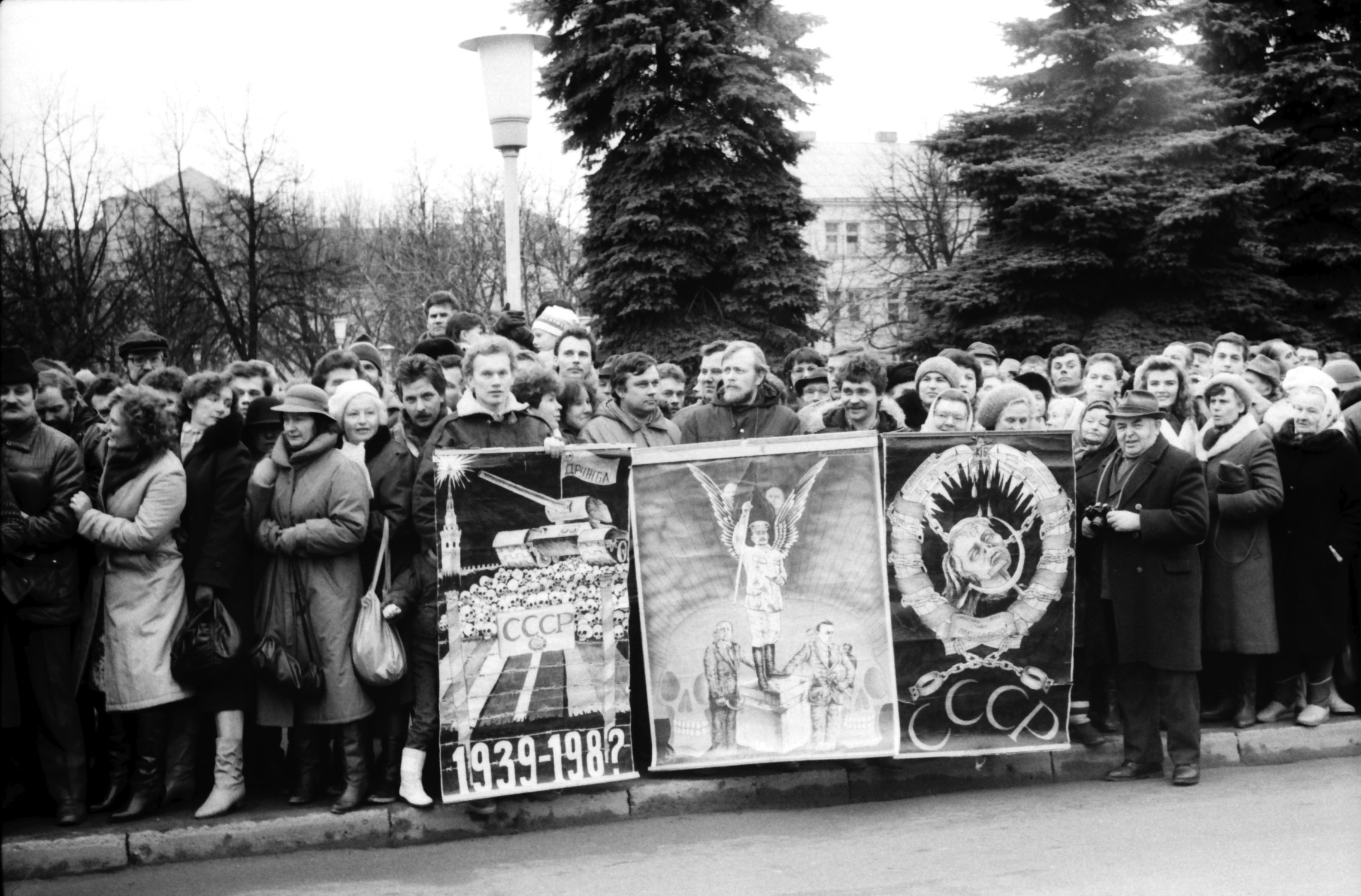
Šiauliai, Litauische SSR

- Bridai, Šiauliai/Sowjetunion: Michail Gorbatschow, de facto Staatsoberhaupt der Sowjetunion, besucht zum ersten Mal den litauischen Landesteil und wirbt für eine größere Unabhängigkeit Litauens innerhalb der Union an Stelle der vollen staatlichen Souveränität. Sein Besuch ruft mehrheitlich offene Ablehnung hervor, die von der Reformbewegung Sąjūdis gestützt wird.[14]
- Bukarest/Rumänien: Am Tag des Gedenkens an die geschätzt 10.000 Todesopfer der 25 Jahre währenden Herrschaft von Staatspräsident Nicolae Ceaușescu erklärt der Rat der Front zur Nationalen Rettung unter Führung von Ion Iliescu die Kommunistische Partei Rumäniens für verboten.[15]

### Samstag, 13. Januar 1990

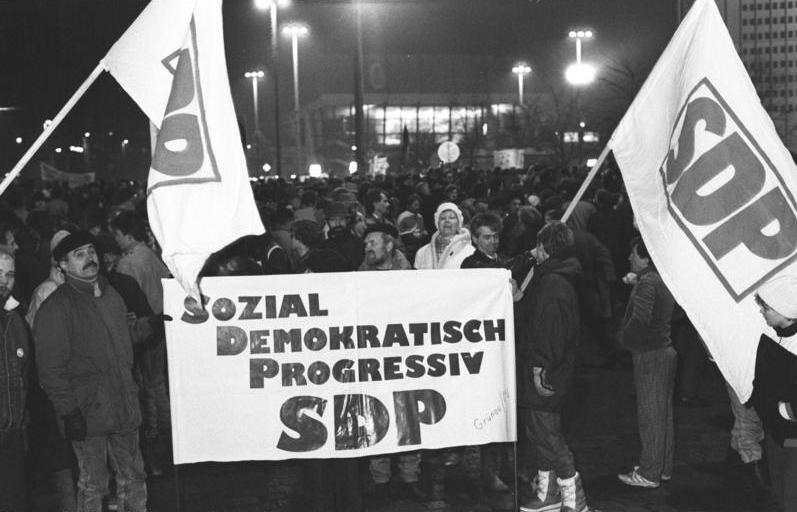
Mitglieder der SDP auf einer Demo in Leipzig

- Berlin/Deutschland: Auf ihrer Delegiertenkonferenz ändert die Sozialdemokratische Partei in der DDR (SDP) ihren Namen in „Sozialdemokratische Partei Deutschlands“ (SPD). Die führenden Politiker der bundesdeutschen SPD begrüßen die Entscheidung.[16]

### Montag, 15. Januar 1990

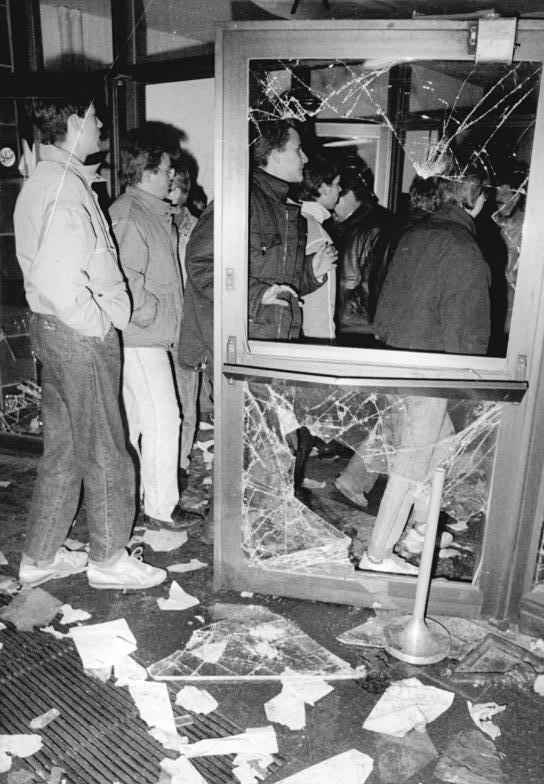
In der Stasi-Zentrale

- Berlin/Deutschland: Der Versorgungstrakt der Hauptverwaltung des DDR-Ministeriums für Staatssicherheit („Stasi“) in der Normannenstraße wird von Zivilisten gestürmt. Sie wollen die Vernichtung des gesammelten nachrichtendienstlichen Materials durch die Mitarbeiter des Ministeriums verhindern, finden aber in diesem Bereich keine wichtigen Akten vor. Die Folge sind Randale.[17]
- Hamburg/Deutschland: Das Magazin Der Spiegel greift die jüngsten Demonstrationen in der DDR gegen eine befürchtete Konsolidierung der Partei SED-PDS auf. Die Titelgeschichte über deren Vorsitzenden Gregor Gysi trägt die Überschrift „Der Drahtzieher“. Nach Ansicht der Redaktion will die SED-PDS das Land „nach bewährter stalinistischer Manier unter Kontrolle“ nehmen.[18][19]
- Sofia/Bulgarien: Das Parlament stimmt dafür, die politische Führungsrolle der Kommunistischen Partei aus der Verfassung der Volksrepublik zu streichen.[20]

### Freitag, 19. Januar 1990
- Baku/Sowjetunion: In der Aserbaidschanischen SSR sieht sich die Minderheit der ethnischen Armenier seit Samstag v. a. in Baku pogromartigen Gewaltexzessen durch ethnische Aserbaidschaner ausgesetzt. Eine unbekannte Anzahl Armenier kommt dabei ums Leben.[21]

### Samstag, 20. Januar 1990

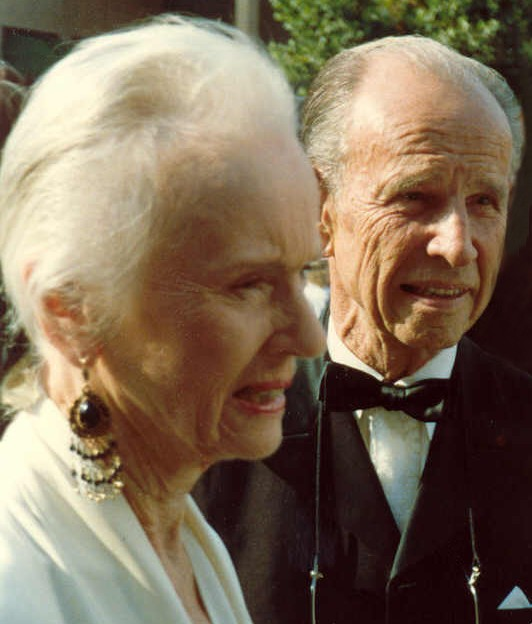
Jessica Tandy, Hume Cronyn

- Baku/Sowjetunion: In der Unionsrepublik Aserbaidschanische SSR endet die gewaltsame Niederschlagung der separatistischen Bewegung mit der Entmachtung der dortigen „nationalistischen Karrieristen“, so die Formulierung des sowjetischen De-facto-Staatsoberhaupts Michail Gorbatschow. Die Zahl der Todesopfer  v. a. durch die Rote Armee liegt bei offiziell 60 Personen.[22]
- Berlin/Deutschland: Die in der DDR regierende Partei SED−PDS schließt 14 ehemals hochrangige Parteimitglieder aus, u. a. Kurt Hager, Egon Krenz und Alfred Neumann.[23]
- Beverly Hills/Vereinigte Staaten: Bei der Verleihung der 47. Golden Globe Awards werden die Amerikaner Tom Cruise, Morgan Freeman, Michelle Pfeiffer und Jessica Tandy als beste Hauptdarsteller in einem Kinofilm ausgezeichnet. Mit dem Preis für die beste Hauptdarstellerin in einer TV-Serie (Komödie) wird ihre Landsfrau Jamie Lee Curtis geehrt.[24][25]

### Montag, 22. Januar 1990
- Neu-Delhi/Indien: Im Skandal um Schmiergeldzahlungen des schwedischen Rüstungsherstellers Bofors AB nimmt die indische Polizeibehörde Ermittlungen gegen den Bofors-Präsidenten Martin Ardbo, Win Chadda und die Hinduja-Brüder auf. Im vergangenen Jahr führte die Affäre bei der Parlamentswahl zum Ende der Regierungskoalition unter Rajiv Gandhi vom Indischen Nationalkongress.[26]

### Freitag, 26. Januar 1990
- Feuerland/Chile: Eine ringförmige Sonnenfinsternis über der Südsee verdeckt, vom südlichen Chile aus beobachtet, fast die gesamte Sonnenscheibe.[27]

### Sonntag, 28. Januar 1990

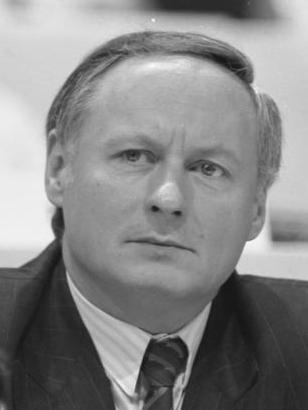
Lafontaine will der nächste Bundeskanzler der SPD werden

- New Orleans/Vereinigte Staaten: Der Super Bowl XXIV im American Football zwischen den San Francisco 49ers und den Denver Broncos endet 55:10.[28]
- Saarbrücken/Deutschland: Bei der Landtagswahl im Saarland erreicht die SPD des Ministerpräsidenten Oskar Lafontaine mit Zugewinnen von 5,2 % einen Stimmenanteil von 54,4 %. Die CDU mit Spitzenkandidat Klaus Töpfer liegt im Endergebnis deutliche 21 Prozentpunkte dahinter. Mit diesem Ergebnis rückt die Ernennung Lafontaines zum SPD-Kanzlerkandidaten für die nächste Bundestagswahl ein Stück näher.[29]

### Dienstag, 30. Januar 1990
- Moskau/Sowjetunion: Auf einem Staatsbesuch stellt der Regierungschef der DDR Hans Modrow (SED) dem sowjetischen De-facto-Staatsoberhaupt Michail Gorbatschow seinen Stufenplan „Für Deutschland, einig Vaterland“ vor und erhält keine Einwände von Seiten des Gastgebers.[30]

## Weblinks

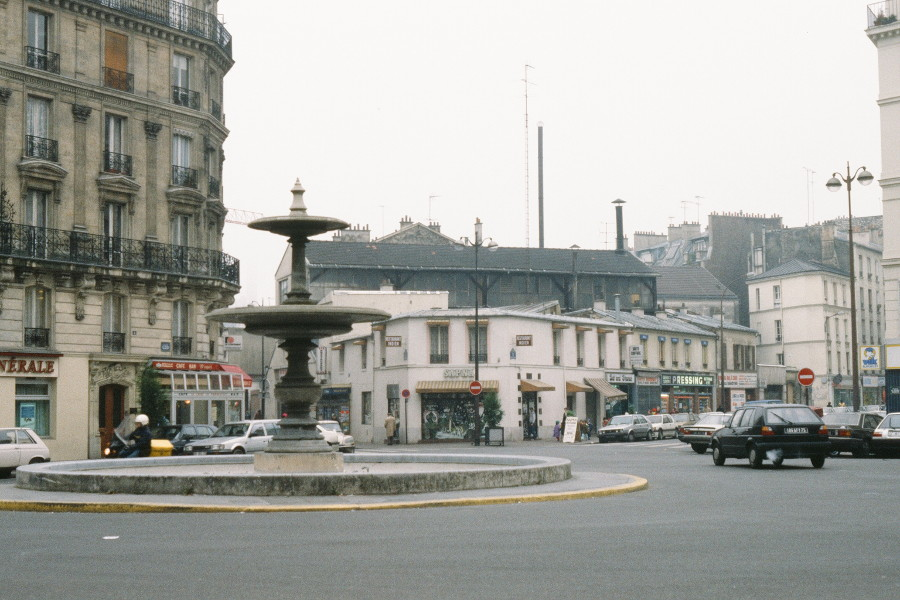
Paris im Januar 1990